# Альбан, Карло
Ка́рло Альба́н (Carlo Albán; 3 октября 1979, Эквадор) — эквадорский и американский актёр театра, кино и озвучивания. Актёр исполнил с 1990 года по 2022 год 40 ролей в жанрах драма, триллер, криминал, боевик.

## Биография
Карло Альбан родился 3 октября 1979 в Эквадоре. Семья мальчика переехала в США по туристической визе, когда ему было 7 лет. Несмотря на просроченную визу и риск депортации родители решили остаться в штатах, осознавая возможные негативные последствия. Мальчик рос в Сейревилле (Нью-Джерси).
Будучи нелегальным иммигрантом в США, в период с 1993 по 1997 год Альбан сыграл одну из своих первых ролей в Нью-Йорке в сериале «Улица Сезам».
В 1998 году исполнил роль талантливого, но трудного подростка из неблагополучного латиноамериканского района в телевизионном фильме «Гуще, чем кровь».
Позже, в своём спектакле одного актёра «Intríngulis», Альбан рассказывал: «Я прятался у всех на виду, изображая американского подростка, играя эту роль на телевидении».
В своей жизни Карло Альбану довелось выступать на театральной сцене, в том числе и сыграть в офф-Бродвейских шоу и проявить себя на Бродвее.

## Фильмография[2]
- «22 мили» (Mile 22) (США), роль: Дуглас, 2018 год;
- «H.O.M.E.», (США), 2016 год;
- «Любовь без обязательств» («Sleeping with Other People») (США), 2015 год;
- «Маргарет» («Margaret») (США), роль: Родриго, 2011 год;
- «Побег» («Prison Break») (Великобритания, США), роль: МакГрэди, 2007—2008 год;
- «Жизнеобеспечение» («Life Support») (США), 2007 год;
- «Живи свободным или умри» («Live Free or Die») (США), 2006 год;
- «Фривольная жизнь» («Strangers with Candy») (США), 2005 год;
- «Суд присяжных» (США), 2004 год;
- «21 грамм» («21 Grams») (США), 2003 год;
- «Закон и порядок. Преступное намерение» («Law & Order: Criminal Intent») (США), 2001—2011 год;
- «Авансцена» («Center Stage») (США), 2011 год;
- «Тюрьма ОЗ» («Oz») (США), 1999 год;
- «Хочешь жить — умей вертеться» («Hi-Life») (США), 1998 год;
- «Гуще, чем кровь» («Thicker Than Blood») (США), 1998 год;
- «Сумасшедшие улицы» («Hurricane») (США), роль: Бенни, 1997 год;
- «Улица Сезам: Элмо спасает Рождество» («Elmo Saves Christmas») (США), 1996 год;
- «Коснувшийся Ангела» («Touched by an Angel») (США), 1994—2003 год;
- «Закон и порядок» («Law & Order») (США), 1990 год;
- «Улица Сезам» («Sesame Street») (США), 1993—2020 год.

## Награды и номинации
Лауреат Премии Чарльза Боудена в номинации «Новые драматурги»[когда?].
В 1999 году Карло Альбан номинировался на премию ALMA за роль в телевизионном фильме «Гуще, чем кровь».